# فاغنر دا سيلفا سوزا
فاغنر دا سيلفا سوزا هو لاعب كرة قدم برازيلي في مركز الهجوم، ولد في 30 يناير 1990 في كيوباتو في البرازيل. لعب مع سوون سامسونغ بلووينغز.

## وصلات خارجية
- فاغنر دا سيلفا سوزا على موقع دوري كوريا الجنوبية (الإنجليزية)
- فاغنر دا سيلفا سوزا على موقع قاعدة بيانات كرة القدم.إي يو (الإنجليزية)
- فاغنر دا سيلفا سوزا على موقع Soccerway.com (الإنجليزية)